# Haurun
Dans la mythologie égyptienne, Haurun est un dieu protecteur et puissant, originaire de Canaan, qui fait son entrée en Égypte durant le Moyen Empire et qui est parèdre de Qadesh. 
Très tôt, on l'identifie à Horus et plus particulièrement à Harmakhis, incarné par le sphinx de Gizeh, ainsi, à Gizeh, on érige un sanctuaire en son honneur. 
Il est vénéré par une petite, mais influente, catégorie de la population : le peuple sémite. 
C'est un dieu protecteur des artisans, qu'on invoque pour faire fuir les animaux sauvage et vénéneux.
Une image colossale de lui avec Ramsès II enfant est conservée.
Durant le Nouvel Empire, il bénéficie d'un culte à Tanis.